# Royal borough
Royal borough (gmina królewska) – jednostka podziału administracyjnego Anglii, używana na potrzeby administracji lokalnej. Jeden z tytułów przyznawanych jednostkom administracyjnym o charakterze wyłącznie honorowym (obok borough i city). Na czele royal borough zasiada burmistrz, zwany mayorem, wybrany przez radę miejską - jest to wtedy stanowisko tytularne, bądź też w wyborach bezpośrednich - i wtedy jest to rzeczywista funkcja z uprawnieniami.

## Listaroyal boroughw Anglii
- Kensington and Chelsea
- Kingston upon Thames
- Greenwich
- Windsor and Maidenhead